# Aphanotriccus
Aphanotriccus är ett litet fågelsläkte i familjen tyranner inom ordningen tättingar. Släktet omfattar endast två arter med utbredning från Nicaragua till norra Colombia:
- Brunbröstad tyrann (A. capitalis)
- Svartnäbbad tyrann (A. audax)